# Apanteles laevicoxis
Apanteles laevicoxis är en stekelart som beskrevs av Muesebeck 1921. Apanteles laevicoxis ingår i släktet Apanteles och familjen bracksteklar. Inga underarter finns listade i Catalogue of Life.